# جون ريتش
جون ريتش (بالإنجليزية: John Rich)‏ هو منتج أسطوانات ومغن مؤلف وموسيقي أمريكي، ولد في 7 يناير 1974 في أماريلو في الولايات المتحدة.

## وصلات خارجية
- الموقع الرسمي
- جون ريتش على موقع IMDb (الإنجليزية)
- جون ريتش على موقع ميوزك برينز (الإنجليزية)
- جون ريتش على موقع ميوزك برينز (الإنجليزية)
- جون ريتش على موقع أول ميوزيك (الإنجليزية)
- جون ريتش على موقع ديسكوغز (الإنجليزية)
- جون ريتش على موقع ديسكوغز (الإنجليزية)
- جون ريتش على موقع قاعدة بيانات الفيلم (الإنجليزية)